# Natalia Skakun
Natalia Skakun (em ucraniano:  Наталія Анатоліївна Скакун; 3 de agosto de 1981) é uma halterofilista ucraniana.
Natalia Skakun ganhou ouro em halterofilismo nos Jogos Olímpicos de 2004, com 242,5 kg no total combinado (107,5 no arranque e 135 no arremesso).
Quadro de resultados
| Ano  | Posição | Competição                               | Classe de peso | Marca                   |
| 1998 | 10.     | Campeonato mundial júnior em Sofia       | 48-53 kg       | 147,5 kg (62,5+85)      |
| 1998 | 3.      | Campeonato europeu júnior em Sofia       | 48-53 kg       | 162,5 kg (70+92,5)      |
| 1999 | 11.     | Campeonato mundial em Atenas             | 53-58 kg       | 187,5 (82,5+105)        |
| 2000 | 3.      | Campeonato europeu em Sofia              | 53-58 kg       | 195 kg (85+110)         |
| 2000 | 7.      | Jogos Olímpicos                          | 58-63 kg       | 197,5 kg (85+112,5)     |
| 2001 | 3.      | Campeonato europeu em Trencin            | 58-63 kg       | 225 kg (97,5+127,5)     |
| 2001 | 1.      | Campeonato mundial júnior em Tessalônica | 58-63 kg       | 232,5 kg (100+133) *    |
| 2002 | 1.      | Campeonato europeu em Antália            | 58-63 kg       | 240 kg (105+135)        |
| 2003 | 1.      | Campeonato mundial em Vancouver          | 58-63 kg       | 247,5 (110+138) *       |
| 2004 | 1.      | Jogos Olímpicos                          | 58-63 kg       | 242,5 kg (107,5+135 **) |

* Os resultados no total combinado eram padronizados para intervalos de 2,5 kg.

** Recorde olímpico 
Natalia Skakun definiu três recordes mundiais no arremesso, na categoria até 63 kg. Os recordes foram:
| Data       | Disciplina | Marca  | Classe de peso | Lugar       |
| ---------- | ---------- | ------ | -------------- | ----------- |
| 4.7.2001   | Arremesso  | 133 kg | -63 kg         | Tessalônica |
| 24.4.2002  | Arremesso  | 135 kg | -63 kg         | Antália     |
| 18.11.2003 | Arremesso  | 138 kg | -63 kg         | Vancouver   |